# Литвиненки
Литвине́нки — село в Україні, в Омельницькій сільській громаді Кременчуцького району Полтавської області. Населення становить 61 осіб. Орган місцевого самоврядування — Омельницька сільська рада.

## Географія
Село Литвиненки знаходиться на лівому березі річки Сухий Омельник, за 2 км від правого берега річки Псел, нижче за течією на відстані 1 км розташоване село Рокитне, на протилежному березі — місто Кременчук.

## Екологія
- В 2-х км від села розташовані Кременчуцький нафтопереробний завод, завод БВК, відстійники.